# George Takei
George Hosato Takei (Los Angeles, 20 aprile 1937) è un attore e attivista statunitense.
Deve principalmente la sua celebrità al ruolo nella serie TV Star Trek, nella quale interpretava il timoniere Hikaru Sulu sulla nave stellare NCC-1701 Enterprise.

## Biografia

### Esordi

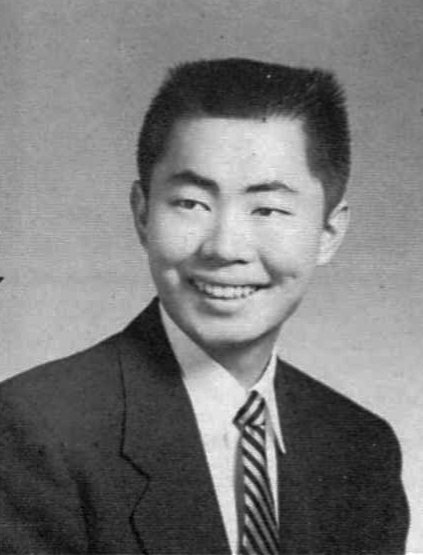
George Takei nel 1956

Hosato Takei è nato nel 1937 a Los Angeles da famiglia nippo-americana.
Suo padre, Takekura Norman Takei, era giunto a 13 anni dal Giappone a San Francisco con la sua famiglia e dopo gli studi in amministrazione aveva aperto un'attività di pulizie a Los Angeles; sua madre, Fumiko Emily Nakamura, di San Francisco, era americana di prima generazione. 
Il padre aggiunse il nome George poco dopo la sua nascita, in onore di re Giorgio VI del Regno Unito, incoronato quell'anno.
Facendo seguito all'attacco giapponese a Pearl Harbor e l'entrata in guerra degli Stati Uniti, nel 1942 la famiglia di Takei fu internata a Rohwer in Arkansas, per poi essere trasferita in analoga struttura in California fino al termine del conflitto.
George Takei realizzò la sua aspirazione di diventare attore negli anni sessanta, in un periodo in cui i volti asiatici in televisione o sul grande schermo erano molto rari. Apparve al fianco di rinomati attori dell'epoca quali ad esempio Richard Burton in Zar dell'Alaska (1960), Alec Guinness in Molto onorevole ministro (1962), Cary Grant in Cammina, non correre (1966).
Nel 1968 interpretò il capitano sudvietnamita Nim nel film Berretti verdi ambientato nella guerra del Vietnam.
Benché non menzionato nei titoli, Takei ebbe una parte anche nel film PT 109 - Posto di combattimento! (1963), nei panni del timoniere che devia il cacciatorpediniere giapponese sulla torpediniera comandata da John Fitzgerald Kennedy.

### Star Trek

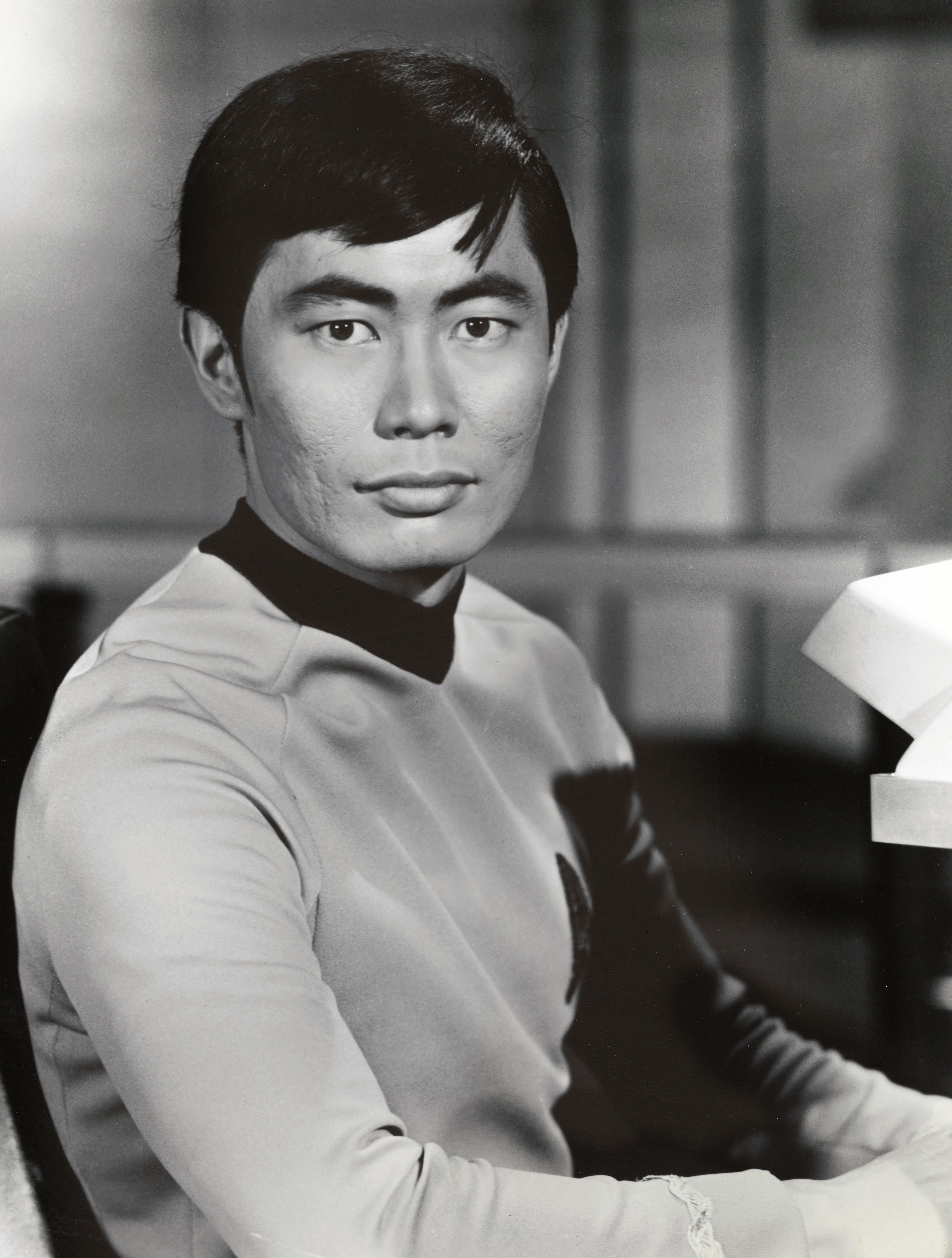
George Takei in Star Trek (1966)

Nel 1964 Takei incontrò il giovane produttore Gene Roddenberry, che lo scritturò per il ruolo di Sulu nell'episodio pilota di Star Trek e, in seguito, per la serie TV di Star Trek.
Da quel momento Takei comparve molte volte in TV e nel cast di numerosi film, tra i quali si ricordano i primi sei film di Star Trek. Oggi partecipa a numerose conferenze e raduni di fantascienza in tutto il mondo. Ha prestato la voce in diversi videogiochi, tra cui Freelancer e diversi giochi basati su Star Trek.
Benché all'epoca ritenuto tra gli attori del cast di Star Trek ad avere problemi relazionali con William Shatner, in un'intervista del 2004 presente nel cofanetto DVD della seconda stagione della serie classica Takei parve smentire tali supposizioni.
Di Shatner dichiarò infatti che «…è un attore straordinario che ha creato un personaggio unico. Nessun altro avrebbe potuto interpretare Kirk nel modo in cui l'ha fatto Bill. Energia e determinazione, questo è Bill, e questo è anche il capitano Kirk».
Ciononostante, i due conobbero un'ulteriore frizione quando nel 2008 Takei, tre anni dopo il suo coming out omosessuale, non invitò Shatner al proprio matrimonio, circostanza che quest'ultimo giudicò con parole dure.
Nel 2007 gli fu intitolato l'asteroide 7307 Takei.
È la terza persona legata a Star Trek - dopo Gene Roddenberry e Nichelle Nichols - ad avere un asteroide intitolato a suo nome. Dal 9 gennaio 2006 è apparso in maniera ricorrente quale presentatore dell'Howard Stern Show, per poi passare alla radio via satellite.

### Coming out

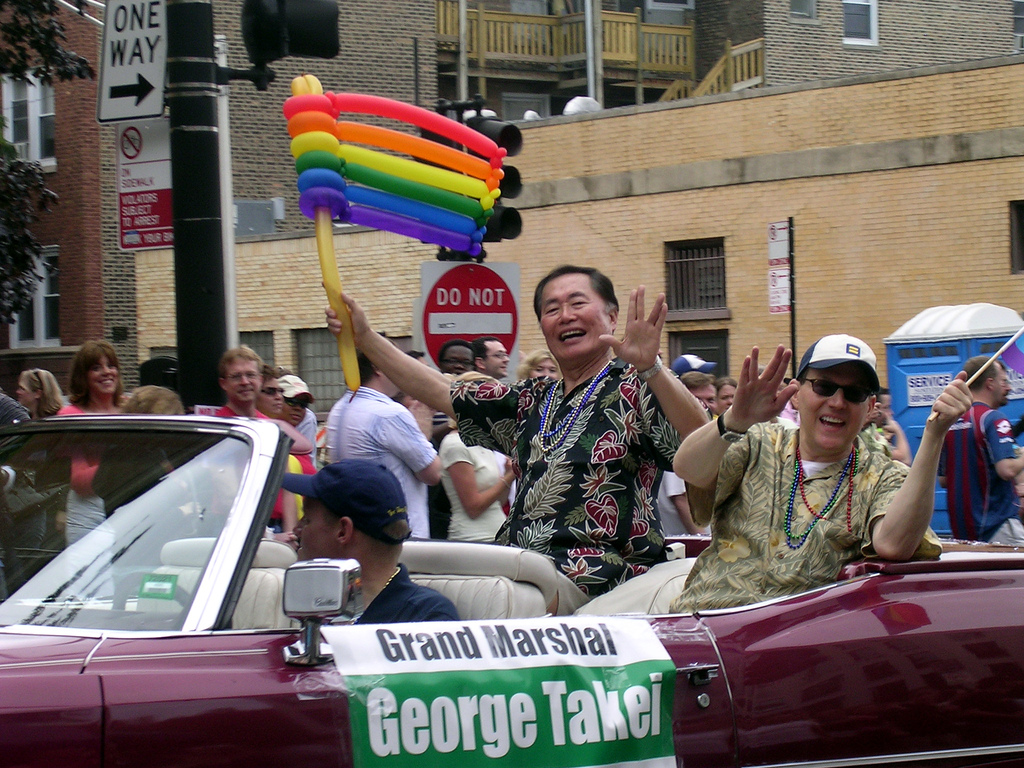
George Takei al Chicago Gay and Lesbian Pride 2006

Nell'ottobre del 2005, in un articolo sul periodico Frontiers, Takei ha rivelato di essere gay e di intrattenere una relazione sentimentale con il compagno Brad Altman da 18 anni. "Non si tratta di uscire allo scoperto, frase che fa pensare ad aprire una porta e oltrepassarne la soglia. Si tratta piuttosto di un lungo cammino attraverso quello che all'inizio era una specie di stretto corridoio che via via si allarga". L'orientamento di Takei, tuttavia, era noto da tempo, non avendo egli mai fatto mistero dell'appartenenza attiva in organizzazioni gay tra le quali Frontrunners, dove incontrò Altman.
(Intervista telefonica con Howard Stern nel dicembre 2005, nella quale rivelò anche che Altman era stato "un santo" per l'aiuto prestato nel prendersi cura della madre di Takei, malata terminale.)
Quando a Takei è stato chiesto se anche Sulu, il suo personaggio più noto, fosse gay, ha risposto che gli piace pensare che l'orientamento sessuale non sarà più un fatto degno di nota nel XXIII secolo. Si può notare che, nonostante la figlia di Sulu compaia tra i membri dell'equipaggio dell'Enterprise-B nel film Generazioni, il suo è l'unico tra i personaggi principali di sesso maschile a non avere mai dimostrato un qualche interesse sentimentale. Solo nell'episodio Specchio, specchio (TOS) di Star Trek, la versione di Sulu dell'universo alternativo prova ripetutamente a sedurre Uhura. A partire dal film Star Trek Beyond Sulu diventa ufficialmente omosessuale.
Il 16 maggio 2008 Takei, dalle pagine del suo sito internet ha annunciato il suo matrimonio con Brad Altman, dopo una relazione durata più di 21 anni. Le nozze sono state celebrate con rito buddhista nel settembre 2008.
Nel maggio del 2011 si è dichiarato contrario al progetto di legge dello stato del Tennessee denominato "don't say gay", che proibisce l'uso della parola "gay" e di affrontare qualsiasi tema che comporti riferimenti all'omosessualità nelle scuole dello stato, e ha aderito al movimento "we say gay", contrario a questo disegno di legge, consigliando di pronunciare il suo nome al posto della parola "proibita".
Nel 2017 è stato accusato di molestie sessuali da Scott Brunton, un ex modello che sostiene di essere stato aggredito sessualmente dall'attore nel 1981. L'anno successivo Brunton ha ritrattato le accuse.

## Filmografia parziale

### Attore

#### Cinema
- Cammina, non correre (Walk Don't Run), regia di Charles Walters (1966)
- Vivi e lascia morire (An American Dream), regia di Robert Gist (1966)
- Berretti verdi (The Green Berets), regia di John Wayne, Ray Kellogg e John Gaddis (1968)
- Scusi, dov'è il fronte? (Which Way to the Front?), regia di Jerry Lewis (1970)
- Star Trek (Star Trek: The Motion Picture), regia di Robert Wise (1979)
- Star Trek II - L'ira di Khan (Star Trek II: The Wrath of Khan), regia di Nicholas Meyer (1982)
- Star Trek III - Alla ricerca di Spock (Star Trek III: The Search for Spock), regia di Leonard Nimoy (1984)
- Star Trek IV - Rotta verso la Terra (Star Trek IV: The Voyage Home), regia di Leonard Nimoy (1986)
- Star Trek V - L'ultima frontiera (Star Trek V: The Final Frontier), regia di William Shatner (1989)
- Giuramento di sangue (Blood Oath), regia di Stephen Wallace (1990)
- Star Trek VI - Rotta verso l'ignoto (Star Trek VI: The Undiscovered Country), regia di Nicholas Meyer (1991)
- Il West del futuro (Oblivion 2: Blacklash), regia di Sam Irvin (1996)
- Zohan - Tutte le donne vengono al pettine (You Don't Mess with the Zohan), regia di Dennis Dugan (2008) – cameo
- L'amore all'improvviso - Larry Crowne (Larry Crowne), regia di Tom Hanks (2011)
- To Be Takei, regia di Jennifer M. Kroot – documentario (2014)
- Entourage, regia di Doug Ellin (2015) – cameo

#### Televisione
- Perry Mason – serie TV, episodio 3x04 (1959)
- Hawaiian Eye – serie TV, episodi 1x18-2x05-2x34-3x05 (1960-1961)
- The Gallant Men – serie TV, episodio 1x21 (1963)
- Io e i miei tre figli (My Three Sons) – serie TV, episodi 4x21-5x22-6x12 (1964-1965)
- Ai confini della realtà (The Twilight Zone) – serie TV, episodio 5x31 (1964)
- Mr. Roberts (Mister Roberts) – serie TV, episodio 1x11 (1965)
- The Wackiest Ship in the Army – serie TV, episodi 1x03-1x20 (1965-1966)
- Le spie (I Spy) – serie TV, episodi 1x13-1x16 (1965-1966)
- Star Trek – serie TV, 52 episodi (1966-1969)
- Squadra speciale anticrimine (The Felony Squad) – serie TV, episodio 1x27 (1967)
- Ironside – serie TV, 1 episodio (1971)
- L'uomo da sei milioni di dollari (The Six Million Dollar Man) – serie TV, 1 episodio (1974)
- Miami Vice – serie TV, episodio 3x20 (1987)
- La signora in giallo (Murder, She Wrote) – serie TV, episodio 3x15 (1987)
- Pagati per combattere (Lightning Force) – serie TV, 2 episodi (1992)
- Star Trek: Voyager – serie TV, episodio 3x02 (1996)
- Scrubs - Medici ai primi ferri (Scrubs) – serie TV, episodio 3x22 (2004)
- Malcolm (Malcolm in the Middle) – serie TV, 1 episodio (2006)
- Will & Grace – serie TV, episodio 8x18 (2006)
- Shockwave - L'attacco dei droidi (Shockwave), regia di Jim Wynorski – film TV (2006)
- Psych – serie TV, episodio 1x08 (2006)
- Cory alla Casa Bianca (Cory in the House) – serie TV, 1 episodio (2007)
- Heroes – serie TV, 12 episodi (2007-2010)
- The Big Bang Theory – serie TV, episodio 4x04 (2010)
- Zack e Cody sul ponte di comando (The Suite Life on Deck) – serie TV, 1 episodio (2010)
- Super Ninja – serie TV, 38 episodi (2011-2013)
- True Justice – serie TV, 2 episodi (2011)
- The New Normal – serie TV, 1 episodio (2012)
- The Terror – serie TV, 8 episodi (2019)

### Doppiatore
- I Simpson – serie TV, 5 episodi (1991-2016)
- Mulan, regia di Tony Bancroft e Barry Cook (1998)
- Kim Possible – serie TV, 6 episodi (2003-2007)
- Mulan II, regia di Darrell Rooney e Lynne Southerland (2004)
- La vita secondo Jim (According to Jim) – serie TV, 1 episodio (2007)
- Star Wars: The Clone Wars – serie TV, episodio 1x14 (2008)
- Scooby-Doo! Mystery Incorporated – serie TV, 1 episodio (2011)
- Manny tuttofare (Handy Manny) – serie TV, 1 episodio (2011)
- Free Birds - Tacchini in fuga (Free Birds), regia di Jimmy Hayward (2013)
- BoJack Horseman – serie TV, episodio 2x01 (2015)
- Kubo e la spada magica (Kubo and the Two Strings), regia di Travis Knight (2016)
- Yakuza: Like a Dragon - videogioco (2020)
- Hit-Monkey - serie animata (2021-)
- Paws of Fury - La leggenda di Hank (Paws of Fury: The Legend of Hank), regia di Rob Minkoff, Mark Koetsier e Chris Bailey (2022)
- Like a Dragon Gaiden: The Man Who Erased His Name - videogioco (2023)
- Avatar - La leggenda di Aang (Avatar: The Last Airbender) – serie TV, episodio 1x05 (2024)
- Like a Dragon: Infinite Wealth – videogioco (2024)

## Doppiatori italiani
Nelle versioni in italiano delle opere in cui ha recitato, George Takei è stato doppiato da:
- Vittorio Stagni in Rotta verso la Terra, Star Trek V - L'ultima frontiera, Malcolm
- Mino Caprio ne La signora in giallo, Zack & Cody sul ponte di comando, The Big Bang Theory
- Gianni Williams in Star Trek II - L'ira di Khan, Star Trek III - Alla ricerca di Spock
- Emilio Cappuccio in Psych, MacGyver
- Giorgio Lopez in Vicini del terzo tipo, The Terror
- Mario Scarabelli in Community, Super Ninja
- Saverio Moriones in Ultime dal cielo, Entourage
- Ruggero De Daninos in Star Trek (serie classica) (1ª voce)
- Ruggero Dondi in Star Trek (serie classica) (2ª voce)
- Paolo Turco in Star Trek (serie classica) (3ª voce)
- Bruno Slaviero in Star Trek (serie classica) (ep. 2x01)
- Renato Cominetti in Berretti verdi
- Piero Tiberi in Star Trek (film 1979)[N 1]
- Franco Zucca in Giuramento di sangue
- Maurizio Fardo in Rotta verso l'ignoto
- Gianni Bonagura in Un detective in corsia
- Vittorio Battarra in Will & Grace
- Silvio Anselmo in Scrubs - Medici ai primi ferri
- Gaetano Lizzio in Shockwave - L'attacco dei droidi
- Michele Kalamera in Heroes
- Antonio Sanna in L'amore all'improvviso - Larry Crowne
- Stefano Oppedisano in Hawaii Five-0 (ep. 3x11)
- Guido Sagliocca in Hawaii Five-0 (ep. 7x11)
- Luciano Roffi in True Justice

Da doppiatore è sostituito da:
- Paolo Turco in Star Trek
- Maurizio Romano ne I Simpson (ep. 2x11)
- Ennio Coltorti ne I Simpson (ep. 10x23)
- Ambrogio Colombo ne I Simpson (ep. 24x17)
- Renato Cortesi in Mulan
- Dante Biagioni in Spiderman
- Vittorio De Angelis in Futurama (ep. 4x11)
- Oreste Baldini in Futurama (ep. 6x04)
- Gabriele Lopez in Futurama (ep. 7x19)
- Roberto Del Giudice in Kim Possible
- Gabriele Martini in Mulan II
- Vittorio Stagni in American Dad!
- Nanni Baldini in Robot Chicken
- Bruno Alessandro in Star Wars: The Clone Wars
- Saverio Moriones in Archer
- Massimo Bitossi in Scooby Doo! Mystery Inc.
- Paolo Marchese in Kung Fu Panda - Mitiche avventure
- Lucio Saccone in Free Birds - Tacchini in fuga
- Michele Kalamera in BoJack Horseman
- Antonio Sanna in Kubo e la spada magica
- Gianni Giuliano in Scooby-Doo and Guess Who?
- Dario Oppido in Paws of Fury - La leggenda di Hank
- Paolo Marchese in Avatar - La leggenda di Aang